# Abdelmalek Slahdji
Abdelmalek Slahdji, né le 8 août 1983 à Alger, est un handballeur algérien,.

## Palmarès

### En club
WA Rouiba
- Finaliste du Championnat arabe des clubs champions : 2004

 GS Pétroliers 
- Vainqueur du Championnat d'Algérie :  2006, 2007, 2008, 2009, 2010, 2011, 2012 2013, 2014, 2016, 2017, 2018
- Vainqueur de la Coupe d'Algérie :  2006, 2007, 2008, 2009, 2010 et 2011, 2013, 2016, 2017, 2018
- Vainqueur de la Supercoupe d'Algérie : 2016, 2017, 2018
- Vainqueur de la Ligue des champions d'Afrique en  2006, 2007, 2008 et 2009
  - Finaliste en 2010
- Vainqueur de la Supercoupe d'Afrique "Babacar Fall" en 2005 et 2006
  - Finaliste en 2010
- troisième de la Coupe du monde des clubs en 2007

 Al-Qurain
- Vainqueur de la Coupe arabe des clubs vainqueurs de coupe : 2014

 Al-Sadd SC
- Finaliste de la Coupe du monde des clubs : 2014

 Espérance de Tunis
- 5e place  de la Coupe du monde des clubs en 2016

 Al-Duhail
- 8e place de la Coupe du monde des clubs en 2019
- Vainqueur de la Coupe du Qatar de handball: 2020
- Vainqueur de la Coupe de l’Émir du Qatar : 2020
- Vainqueur du Championnat du Qatar : 2021
- Finaliste de la Coupe du Qatar de handball: 2021

 Mudhar Club
- Finaliste de la Coupe des vainqueurs de coupes du Golfe en 2022

### Enéquipe nationale d'Algérie
Championnats du monde
- 18e place au championnat du monde 2003 ( Portugal)
- 19e place au championnat du monde 2005 ( Tunisie)
- 22e place au championnat du monde 2011 ( Suède)
- 24e place au championnat du monde 2015 ( Qatar)

Championnats d'Afrique
- Médaille d'argent au championnat d'Afrique 2002 ( Maroc)
- Demi-finaliste au championnat d'Afrique 2004 ( Égypte)
- Tour principal au championnat d'Afrique 2006 ( Tunisie)
- Médaille de bronze au championnat d'Afrique 2008 ( Angola)
- Médaille de bronze au championnat d'Afrique 2010 ( Égypte)
- Médaille d'or au championnat d'Afrique 2014 ( Algérie)

Autres
- Médaille d'or  aux  Jeux de la solidarité islamique 2005

## Distinctions personnelles
- Élu meilleur gardien du Championnat d'Afrique : championnat d'Afrique 2010 et championnat d'Afrique 2014